# Divers Alert Network
Divers Alert Network (DAN) este o organizație non-profit dedicată sprijinirii scafandrilor ce necesită asistență medicală de specialiate.
DAN este o organizație complexă cu peste 400.000 de membri, numeroase locații ale camerelor hiperbare pentru tratament în caz de accidente de scufundare, peste 180 de medici specialiști în medicina scufundării ce oferă asistență în caz de urgență, precum și asistență juridică de specialitate, de care beneficiază întreaga comunitate de scafandrii contribuind la îmbunătățirea securității activităților de scufundare în întreaga lume.
DAN operează printr-o rețea internațională de centre specializate de apeluri de urgență pentru scafandrii. Personalul medical este în mod special instruit pentru a oferi asistență în diverse probleme specifice și este susținut de o rețea de specialiști în medicină hiperbarică. Gestionarea situațiilor de urgență și procedurile de colectare a datelor sunt standardizate în DAN International (IDAN). O listă de peste 500 de camere hiperbare este ținută sub supraveghere și actualizată constant la nivel mondial. DAN International este formată din organizațiile regionale DAN din Europa, S.U.A., Japonia, Australia, Africa de Sud.
DAN dispune de un program complet de asigurări medicale, de călătorie și pentru echipament de scufundare, cursuri specializate de educație și formare profesională în medicina scufundării pentru scafandrii și instructori de scufundare.
De asemenea DAN are programe proprii de cercetare în medicina scufundării și cursuri de specializare de prim ajutor, ce sunt susținute prin donații, subvenții și cotizațiile membrilor precum și numeroase lucrări de specialitate, filme video, echipamente medicale și articole promoționale.
Departamentul de medicina scufundării al DAN are rolul de a răspunde oricăror întrebări referitoare la medicina hiperbară puse de scafandri din întreaga lume.

## Istoric
În anul 1977 Undersea and Hyperbaric Medical Society introduce conceptul unei organizații naționale pentru a răspunde la apeluri în cazuri de urgențe de scufundare, apelantul fiind conectat la un specialist în medicina scufundării. Anterior aceasta se realiza prin intermediul asociației LEO-FAST din cadrul Brooks Air Force Base condusă de medicul ofițer Jefferson Davis.
În anul 1980, Peter B. Bennett medic specialist în medicina hiperbară cu sprijinul National Oceanic and Atmospheric Administration (NOAA) și National Institute for Occupational Safety and Health (NIOSH) fondează National Diving Accident Network la centrul hiperbar Frank G. Hall din cadrul centrului medical de la Duke University din Durham, Carolina de Nord. Un an mai târziu NDAN primește 305 apeluri pentru asistență de urgență și informații de specialitate, iar în anul 1982 se deschide o linie telefonică specială pentru a oferi informații și răspunde la întrebările scafandrilor.
În anul 1983 NDAN își schimbă denumirea în Divers Alert Network, iar în luna August, DAN primește primele cotizații de la membri. Este încheiat primul curs de specializare pentru accidente de scufundare și tratament hiperbar la Duke University Medical Center.
Începând cu anul 1984, fondurile de finanțare ale DAN sunt în exclusivitate de la membri, iar din 1985 începe un vast program de sponsorizare de la cluburi, magazine și asociații de scufundare, împreună cu un program de asigurări în caz de accident de scufundare cu rolul de a proteja scafandrii de costurile ridicate ale transportului și tratamentului. Ca urmare, numărul membrilor DAN ajunge la 32.000 în 1988.
În 1991 DAN începe primele cursuri de prim-ajutor cu administare de oxigen. 

Este înființat International DAN (IDAN), cu sediul la Duke University; membrii IDAN includ DAN Europa, DAN Japonia și DAN Australia. 

DAN începe un program de cercetare asupra zborului cu avionul după scufundare, iar în luna iulie, sediul central este mutat la University Tower în Durham, N.C.
Primul curs pentru instructor se desfășoară în luna septembrie 1992 la sediul DAN, urmat de primul card de credit DAN Master Card pentru membri.
Începând cu anul 1993 DAN extinde sistemul de asigurări pentru scafandrii prin lansarea unei asigurări generale de accidente - Accident General Insurance (AGI), inițierea programului de asistență pentru camerele hiperbare, (Recompression Chamber Assistance Program) pentru sprijinirea camerelor hiperbare din întreaga lume, precum și alcătuirea unei baze de date în Cozumel, Mexic, cu programele de cercetare asupra profilurilor de decompresie pentru scufundări cu rolul de a îmbunătății siguranța scufundărilor. Este dezvoltat în continuare programul de cercetare asupra zborului cu avionul după scufundare prin studierea efectelor intervalului la suprafață și a scufundărilor succesive.
DAN continuă programul de sprijinire pentru camere hipebare prin sponsorizarea primei conferințe pe teme medicale pentru personalul tehnic în San Juan, Puerto Rico, în luna iunie 1994. Sunt introduse programe speciale de calculator pentru baza de date din Cozumel precum și conectarea în rețea a calculatoarelor de la Duke University și acces la internet. Numărul total de apeluri de asistență ajunge la 90.699, dintre care 13.607 pentru asistență de urgență.
În Aprilie 1995 DAN are mai mult de 113.000 membri și 5.000 de sponsori. DAN extinde programul de asigurare, oferind trei niveluri de asigurare pentru membrii DAN: Standard, Plus și Master. Un an mai târziu, DAN are peste 118.000 de membri și 5.600 de sponsori dintre care 600 sunt magazine de specialitate. Se ajunge la un număr de 5.000 de instructori de scufundare brevetați în cursurile de prim-ajutor cu administrare de oxigen.
În luna Iunie 1997, sediul DAN se mută permanent la centrul Peter B. Bennett. Sunt brevetați 7.000 de instructori de scufundare în cursurile de prim-ajutor cu administrare de oxigen, iar magazinele de specialitate care sponsorizează ajung la 725.
Numărul de apeluri de urgență ajunge la 2.312 în anul 1998, iar cele pentru informații de specialitate la 14.500. DAN creează DAN Services Inc. o filială pentru comercializarea pachetelor de asigurări și a unor noi programe de instruire pentru furnizarea de venituri suplimentare.
În anul 1999 DAN lansează noi echipamente pentru administrare de oxigen, concluzionează cercetările la programul de zbor cu avionul după scufundare și determinarea bulelor de azot din organism prin metoda Doppler și inițiază un nou studiu asupra vitezei de ridicare la suprafață. Numărul de magazine de scufundare ce sponsorizează DAN ajunge la 900.
În ultimul deceniu, DAN continuă îmbunătățirea serviciilor de asigurări prin extinderea categoriilor de vârste, finalizare a diferitelor programe de cercetare, asigurărilor pentru echipamentele de scufundare, introducerea unei rețele de apel pentru America de Sud în limba spaniolă, deschiderea filialei DAN Israel, conceperea de noi echipamente de respirat cu oxigen etc.
În februarie 2009, DAN lansează online publicația sa de specialitate, Alert Diver.